# Mamolar
Mamolar est une commune d'Espagne dans la communauté autonome de Castille-et-León, province de Burgos. Elle s'étend sur 1,322 km2 et comptait environ 28 habitants en 2024.

## Localisation et climat
La ville de Mamolar est située dans une zone boisée à une altitude d'environ 1 085 m , à environ 70 km (en voiture) au sud-est de Burgos. A voir également la petite ville de Covarrubias , située à environ 28 km au nord-ouest ; Le monastère de Santo Domingo de Silos est situé à environ 11 km au nord-ouest. Le climat est frais en hiver, mais tempéré à chaud en été malgré l'altitude ; Les précipitations (environ 540 mm/an) se produisent principalement pendant les mois d'hiver.

## Évolution démographique
| Année      | 1857 | 1900 | 1950 | 2000 | 2018 | 2024 |
| Population | 301  | 346  | 329  | 72   | 28   | 28   |

Le déclin démographique important observé depuis le milieu du XXe siècle est principalement dû à la mécanisation de l'agriculture ainsi qu'à l'abandon des petites exploitations et à la perte d'emplois qui en résulte (exode rural).

## Économie
La municipalité de Mamolar était et est presque exclusivement caractérisée par l’agriculture et la sylviculture. Autrefois, on fabriquait des charrettes à bœufs, dont les conducteurs et les marchands ambulants avaient  besoin  lors de leurs voyages (voir aussi : Cabaña Real de Carreteros ). La ville offrait également les services régionaux nécessaires dans les domaines de l'artisanat et du commerce.

## Tourisme
L' église Santa Centola est un simple édifice rural avec un portail Renaissance du XVIe et XVIIe siècles. Siècle. Bien que le bâtiment soit construit en moellons , les pierres d'angle sont taillées.